# Johann Götschel
Johann Christoph Friedrich Götschel (8. prosince 1768, Bayreuth – 8. února 1812, Eutin) byl evangelický duchovní, superintendent a spisovatel.
Od roku 1790 působil jako pastor německého luterského sboru v Praze. Roku 1798 se stal superintendentem evangelické církve a. v. v Čechách. O rok později byl povolán na místo hlavního kazatele v Eutinu a superintendenta knížecího biskupství Lübeck.
Je autorem několika latinských a německých prací, zejména tištěných kázání.

### Götschelova digitalizovaná díla (výběr)
- Sammlung derjenigen Gebete, welche bei den sonntäglichen Gottesverehrungen der Prager protestantischen deutschen Civil-Gemeinde gebraucht werden (1797)
- Liturgische Aufsätze (1798)